# F9型柴油机车
F9型柴油机车是美国通用汽车电气动力分部（GM-EMD）在1954年推出的一款干线货运柴油机车，也是F系列柴油机车当中F7型柴油机车的后继车型。在1950年代初，当时北美洲已经开始转向采用通用性更强的干线调车机车，因此F9型干线柴油机车的销量亦不甚理想，但其主要技术特点被延续到极为成功的GP9型柴油机车上。
1954年1月至1956年12月期间，通用汽车共生产了超过255台F9型柴油机车，其中209台是由位于美国伊利诺伊州拉格兰奇的通用汽车电气动力分部生产，包括99台设有司机室的A节机车和110台无司机室的B节机车，而位于加拿大安大略省伦敦的通用汽车柴油（GMD）生产了46台B节机车。F9型柴油机车的主要用户包括北太平洋铁路、聖塔菲鐵路、路易斯维尔纳什维尔铁路、密尔沃基铁路等铁路公司，以及墨西哥国家铁路、加拿大国家铁路、加拿大太平洋铁路。
F9型柴油机车仍然沿用了F系列柴油机车的一贯结构，采用“斗牛犬”式流线型外观的整体承载结构棚式车体，机车走行部为两台布贝格B型二轴转向架。F9型柴油机车装用一台16气缸、1750马力的16-567C型二冲程柴油机，该型柴油机与以前的567B型柴油机相比，除了改用带有圆形手孔盖的新型高强度曲轴箱，并改良了柴油机冷却水管路的设计，额定转速从每分钟800转提升至835转。传动系统采用直—直流电传动，柴油机直接驱动一台D12D型直流发电机，发出的直流电供给四台D37型直流牵引电动机。牵引电动机采用轴悬式驱动方式，牵引齿轮传动比为4.13（62：15）。